# سالهای بیقراری
سال‌های بی‌قراری فیلمی به کارگردانی مسعود نوابی محصول سال ۱۳۷۳ است.

## خلاصه داستان
سال ۱۳۶۷، اعظم در کنکور دانشگاه قبول می‌شود و به دانشکده پزشکی می‌رود. اما نامزدش جهان، پشت کنکور می‌ماند و برای کسب درآمد به ژاپن سفر می‌کند. پنج سال بعد، جهان از ژاپن برمی گردد و سراغ اعظم می‌رود که در بیمارستان مشغول کار است. اعظم به کمک دوستش کاری در یک کارخانه برای جهان فراهم می‌کند، اما جهان که به درآمد بیشتر و کار ساده‌تر می‌اندیشد، همراه پدرش به بندرعباس می‌رود تا برای عنایت - دوست پدرش - لباس بخرد. اما یک بومی در ازای تحویل جنس، پول آنها را می‌گیرد و ناپدید می‌شود. روز بعد، با کمک جوانی که از تهران برای خرید جنس آمده، جهان به پولش می‌رسد. مرد جوان که مقداری از پول را قبل از برگرداندن به جهان ربوده، به او پیشنهاد شراکت می‌دهد. پدر به خانه برمی‌گردد و جهان و شریکش به جزیره قشم می‌روند و با دستی پر به تهران برمی‌گردند. در سفر بعد، گشتی‌های پلیس سرمی‌رسند و سرمایه جهان از دست می‌رود. اما جهان باز هم برای کسب درآمد سهل‌الوصول با شریکش همراه می‌شود و این بار به بازار سیاه دارو روی می‌آورد. خبر دستگیری جهان از تلویزیون پخش می‌شود و اعظم جلوی همکارانش سرخورده و شرمنده می‌شود. به ضمانت اعظم و پدر جهان، او از زندان رهایی می‌یابد، اما اعظم دیگر حاضر به زندگی مشترک با جهان نیست. پس از جدایی اعظم، پدر جهان نیز سکته می‌کند و می‌میرد. جهان، ناامید از همه جا، به کارخانه‌ای که اعظم و دوستش در ابتدا معرفی کرده بودند می‌رود و پس از گذراندن دوره‌ای، به عنوان متخصص برق مشغول به کار می‌شود. روزی، جهان به اصرار مهندسی که او را به کار مشغول کرده، به چراغانی یک مجلس عروسی گمارده می‌شود. اما با دیدن چهره عروس که نامزد سابقش اعظم است، شکست‌خورده بر جای می‌ماند.